# Жовтогорлик
Жовтого́рлик (Geothlypis) — рід горобцеподібних птахів родини піснярових (Parulidae). Представники цього роду мешкають в Америці.

## Опис
Жовтогорлики — це невеликі птахи, середня довжина яких становить 13-14 см. а вага 7,6-20,6 г. Верхня частина тіла у них жовтувато-зелена, груди жовті, дзьоб переважно чорний. У самців на обличчі є чорна "маска", розмір і форма якої різниться в залежності від виду. Зазвичай "маска" зверху є окаймлена сірою смугою. У самиць "маски" на обличчі відсутні, їх забарвлення загалом менш яскраве. 
Жовтогорлики живуть на болотах та в інших вологих місцях, порослих густою невисокою рослинністю. Вони зустрічаються парами, не приєднуються до змішаних зграй птахів. Ведуть прихований спосіб життя. Живляться комахами. Гніздо чашоподібне, розміщується в траві або іншій низькій рослинності. В кладці 2 яйця (у деяких видів до 5).

## Види
Виділяють п'ятнадцять видів:

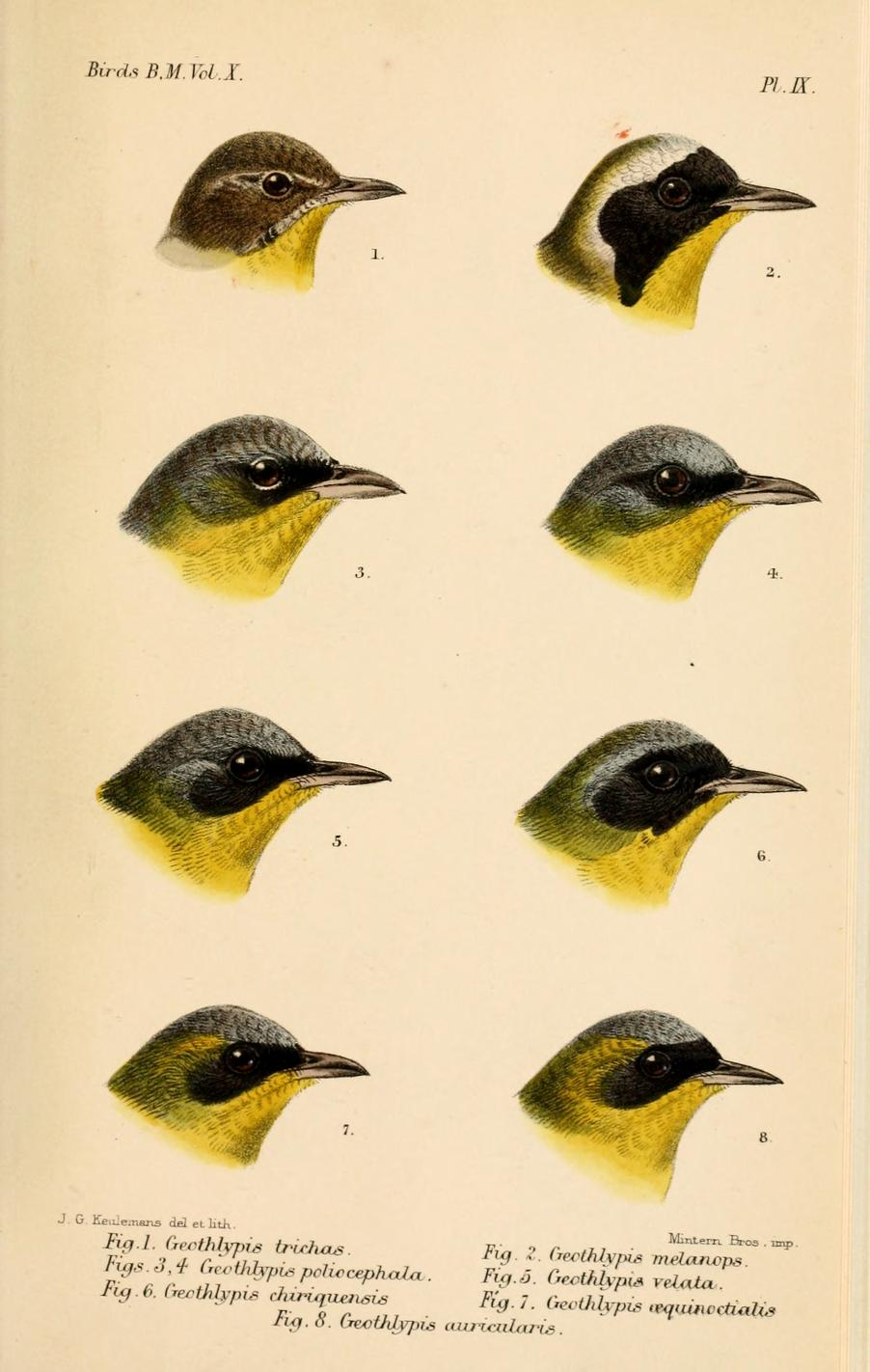
Голови різних видів жовтогорликів

- Жовтогорлик сіроголовий (Geothlypis poliocephala)
- Жовтогорлик південний (Geothlypis aequinoctialis)
- Жовтогорлик панамський (Geothlypis chiriquensis)[5]
- Аранеро (Geothlypis auricularis)[6]
- Жовтогорлик східний (Geothlypis velata)[7]
- Цитринка західна (Geothlypis tolmiei)
- Цитринка чорновола (Geothlypis philadelphia)
- Цитринка жовтогорла (Geothlypis formosa)
- Жовтогорлик оливковоголовий (Geothlypis semiflava)
- Жовтогорлик рудобокий (Geothlypis speciosa)
- Жовтогорлик золотистий (Geothlypis beldingi)
- Жовтогорлик багамський (Geothlypis rostrata)
- Жовтогорлик мексиканський (Geothlypis flavovelata)
- Жовтогорлик північний (Geothlypis trichas)
- Жовтогорлик кактусовий (Geothlypis nelsoni)

## Етимологія
Наукова назва роду Geothlypis походить від сполучення слів дав.-гр. γεω — земний і θλυπις — невідомий дрібний птах (в орнітології означає птаха з родини піснярових або саякових з тонким дзьобом).